# الغاضبون على الله
الغاضبون على الله هي منظمة مسلحة جزائرية متطرفة انشقت عن الجماعة الإسلامية المسلحة. وأقدم مصدر متوفر عنها هو بسنة 1997 حيث يذكر قيام جماعة مسلحة بقطع إصبع السبابة اليمنى وذلك لرفضهم أول ركن بالإسلام، أي الشهادة، ولف رؤوسهم بعصابة قماشية كتبوا عليها عبارة «الغاضبون على الله» لاعتقادهم بأن الله قد خذلهم بجهادهم ولم يمكنهم في الأرض، أي لم يمنحهم الحكم والسلطان.
في المقابل، يقول محمد سمراوي بأن المجموعات الإسلامية المستقلة كان قد تم القضاء عليها بحلول منتصف عام 1996، سواء على يد القوات الحكومية أو بواسطة «الجماعة الإسلامية المسلحة» التي يصنفها على أنها ذراع الجنرالات ضد الجماعات الإسلامية «الحقيقية». ويصنف الكاتب بأن كل الجماعات الإسلامية التي ظهرت بعد 1996 هي مدارة من قبل أمير من «قسم الاستعلام والأمن» العسكري. ويقرر الكاتب بأن الجنرالات استخدموا المذابح «لتسوية مشاكلهم السياسية.. ومعاقبة المناطق ذات الكثافة الإسلامية.. ورسالة توجيه للسكان في الانتخابات المحلية التي جرت في أكتوبر 1997». ويورد محمد سمراوي بأن الجماعات الإسلامية المسلحة بذلك الوقت كان «أعضائها مجرمون يشتهرون فيما سبق بتعاطي الكحول والمخدرات». أي أنهم تم توظيفهم لتدمير البيئة الحاضنة للإسلاميين وإثارة الرعب ليظهر جنرالات الجيش بأنهم حماة الأمن والحل الوحيد للجزائريين. ويقرر سمراوي بأن نظام الجنرالات الحاكم في الجزائر فرض «قانون الصمت» على الجزائريين مما منعهم من معرفة الحقيقة بخصوص من يسير الجماعات في الحرب.

## فترات النشاط
يقال بأن هذه الجماعة شبه المنسية ظهرت بشكلِ عابر بأواخر العشرية السوداء في الجزائر، وهو الصراع بين الدولة الجزائرية وفصائل إسلامية متعددة بين عامي 1992 و2002. ويذكر أحد المصادر أنها نشأت قبل أيام قليلة من مجزرة الرايس المروعة بأواخر أغسطس عام 1997 التي تذكر بعض المصادر أن حصيلتها وصلت إلى 800 قتيل.
تذكر المصادر إتباعهم للنموذج الجهادي الأفغاني، الذي شارك به العديد من أمراء الجماعة الإسلامية المسلحة. وتصفهم المصادر بأنهم كانوا "خليطً متفجر من المجرمين والمتعصبين عديمي التعليم بأي شكلٍ من الأشكال". من أفعالهم: خطف واغتصاب الفتيات وقتل المسلمين في المساجد، وذكرت صحيفة لا ريبوبليكا الإيطالية بأنهم يفضلون قتل الأطفال لرغبتهم بمنع تجديد المجتمع. وكذلك ورد قيامهم ببقر بطون النساء الحوامل واستخراج الأجنة منها بهدف منع المسلمين من التكاثر، لأنهم كفرة حسب فهم أتباع الجماعة. واشترك معهم بذلك كتيبة الأهوال وهي تابعة للجماعة الإسلامية المسلحة. 
وكان هذا منسجماً مع فتاوى الجماعة الإسلامية المسلحة الأم التي إستحلت قتل النساء والأطفال المسلمين من أسر العاملين في أجهزة الدولة لتكفيرهم كما ورد بيان الجماعة المسلحة الذي نشرته نشريه الأنصار لسان حال الجماعة في شوال 1415هـ الموافق 6 مارس 1995 وكذلك ذكر أحد أعلام السلفية الجهادية وهو السوري عمر عبد الحكيم بكتابه عن الجهاد في الجزائر بالصفحة رقم 17. ويذكر الكاتب جيكوب مُندي بأن ظهور هذه الجماعة وتطرفها جاء نتيجة لمناصرة الناس للنظام الجزائري ضد الحركات الإسلامية في الانتخابات، ففهم أعضاء المجموعة بأن الله قد نبذهم ونصر الطاغوت (وهو الاسم الذي تستخدمه الجماعة الإسلامية للحديث عن الدولة الجزائرية الحديثة). ويذكر الكاتب نفسه بأنهم أطلقوا على أنفسهم لقب الذباحين، نسبةً لأفعالهم. 
لا تذكر المصادر المتاحة مصير هذه الجماعة ومتى توقفت عن النشاط إلا أنه يصح الافتراض بأنها إنتهت مع انتهاء الحرب في الجزائر.